# Mont sainte Marie l'Égyptienne
Le Mont Sainte-Marie est un site remarquable situé dans les environs de Rostov Veliki. 
Il associe patrimoine naturel, archéologique et immatériel. Le lieu-dit est situé au bord de la rivière Sara, à proximité du village de Krasnoramenye, dans l'oblast de Iaroslavl en Russie. Il comprend une colline fortifiée de l'âge de fer, des tumulus (kourgane), un cimetière médiéval et des traces d'habitat.

## Mention dans les chroniques
Il est fait pour la première mention du Mont Sainte-Marie dans la chronique de la bataille de Lipitsa en 1216.

## Propriété du clergé
Le lieu est tombé à l’abandon aux XVIe — XVIIe siècles. Les sites archéologique sont complétés par l'environnement naturel : la forêt de feuillus est composée de chênes, d'érables, d'aulnes glutineux, d'ormes et de frênes. Les biologistes y ont trouvé des représentants de la flore et de la faune inscrits sur la Liste rouge de l'UICN. Au pied du mont se trouve la source Sainte Marie, vénérée jusqu’à présent par les habitants.

### Travaux des historiens locaux
La première mention imprimée du mont Sainte-Marie date de 1789.
Les cartes topographiques des XVIIIe, XIXe et du début du XXe siècle indiquent les frontières  d'arpentage de trois parcelles  portant les noms : « Sainte Marie », « Kolokolenka » et « Popovka » confirmant l'existence ici d'un terrain ecclésiastique. 

### Études contemporaines
Au XXe siècle les archéologues D. A. Ouchakov, A. E. Leontiev, K. I. Komarov se sont rendus au Mont Sainte-Marie, ont mené des recherches, ont établi des plans de fouilles et ont classé le patrimoine archéologiques au titre de site protégé. Ils ont tous souligné la beauté de l'endroit et la richesse de son patrimoine culturel.
Au XXIe siècle, les collaborateurs du musée « Kremlin de Rostov », A. L Karetnikov,  A. V. Kisseliov, et I. V. Kouptsov ont rédigé plusieurs articles scientifiques basés sur des études de terrain.

### Patrimoine
En 2004-2014 le lieu a fait l'objet de fouilles sauvages qui ont causé des dommages irréparables au patrimoine archéologique. Le 29 août 2014 le gouvernement de la région de Yaroslavl a délivré à la compagnie Nikintskiy karier un permis à des fins d'exploration et d'exploitation minière de granulat, sur la zone Krasokamenie dans le district de Rostov. La zone d'exploitation de la carrière empiète sur la zone archéologique protégée.

### Site
En 2015 l'éparchie de Yaroslavl de l'église orthodoxe russe a demandé officiellement l'inscription du Mont Sainte-Marie au registre du patrimoine culturel protégé « site remarquable ».
Le 21 septembre 2015 le département de protection du patrimoine culturel a émis un avis favorable et inscrit le mont au registre.